# Шальвиньяк
Шальвинья́к (фр. Chalvignac, окс. Chalvinhac) — коммуна во Франции, находится в регионе Овернь. Департамент — Канталь. Входит в состав кантона Морьяк. Округ коммуны — Морьяк.
Код INSEE коммуны — 15036.
Коммуна расположена приблизительно в 410 км к югу от Парижа, в 90 км юго-западнее Клермон-Феррана, в 39 км к северо-западу от Орийака.

## Население
Население коммуны на 2008 год составляло 426 человек.
| 1962 | 1968 | 1975 | 1982 | 1990 | 1999 | 2008 |
| ---- | ---- | ---- | ---- | ---- | ---- | ---- |
| 682  | 818  | 610  | 580  | 525  | 497  | 426  |

## Администрация
| Период | Период | Фамилия      | Партия | Примечания |
| ------ | ------ | ------------ | ------ | ---------- |
| 2001   | 2008   | Эжен Валла   |        |            |
| 2008   |        | Серж Леймони |        |            |

## Экономика
В 2007 году среди 273 человек в трудоспособном возрасте (15—64 лет) 201 были экономически активными, 72 — неактивными (показатель активности — 73,6 %, в 1999 году было 72,1 %). Из 201 активных работали 185 человек (107 мужчин и 78 женщин), безработных было 16 (6 мужчин и 10 женщин). Среди 72 неактивных 19 человек были учениками или студентами, 25 — пенсионерами, 28 были неактивными по другим причинам.

## Достопримечательности
- Церковь Сен-Мартен (XV век). Памятник истории с 1969 года[3]
- Руины замка Мирмон (XIV век). Памятник истории с 1973 года[4]

## Фотогалерея

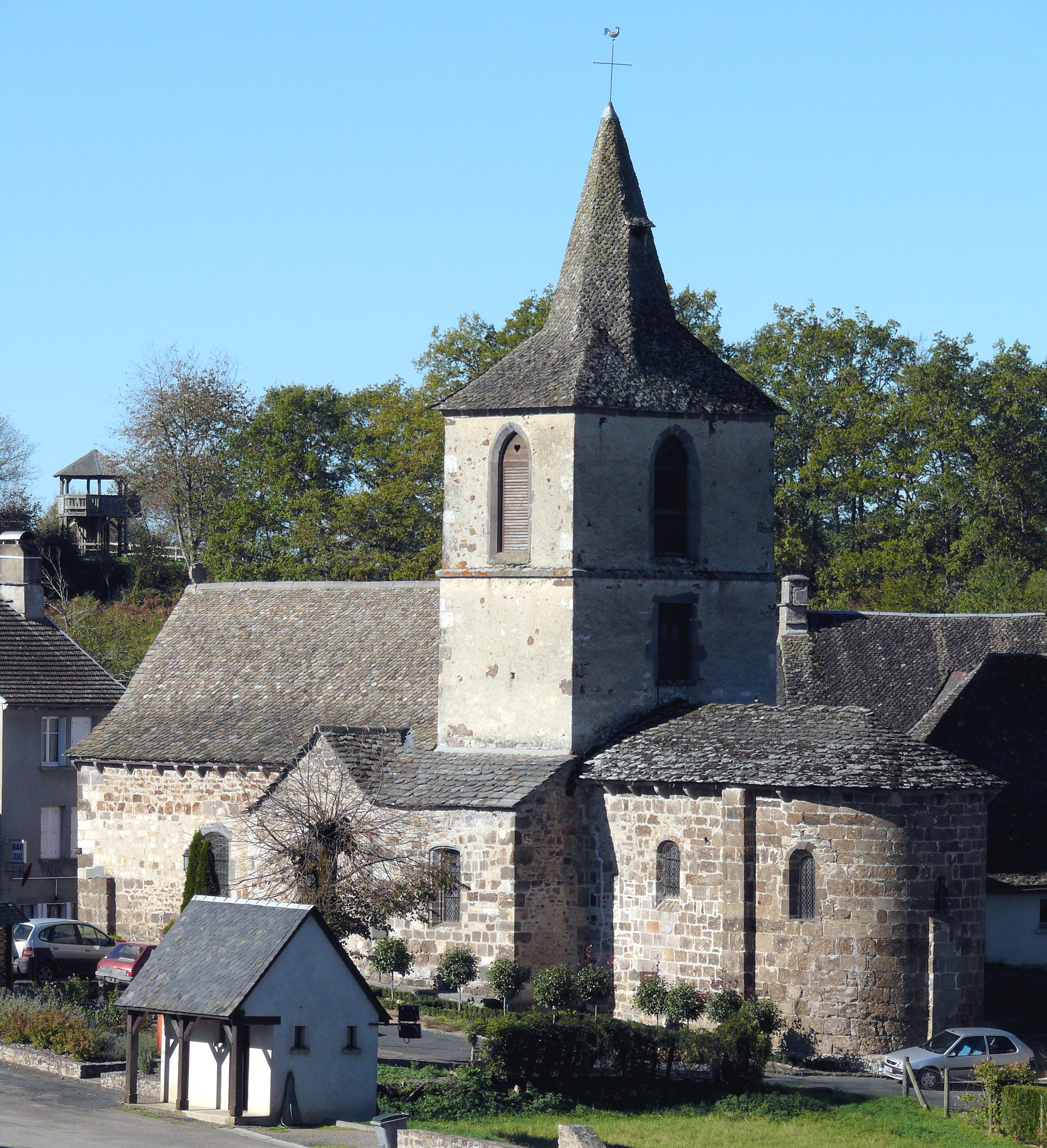
Церковь Сен-Мартен
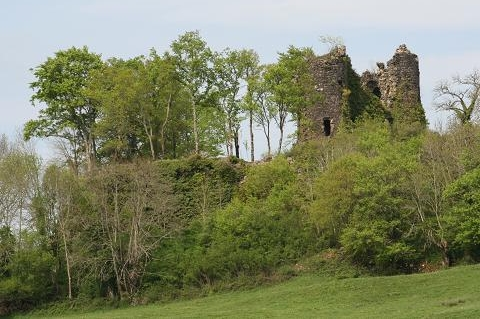
Руины замка Мирмон
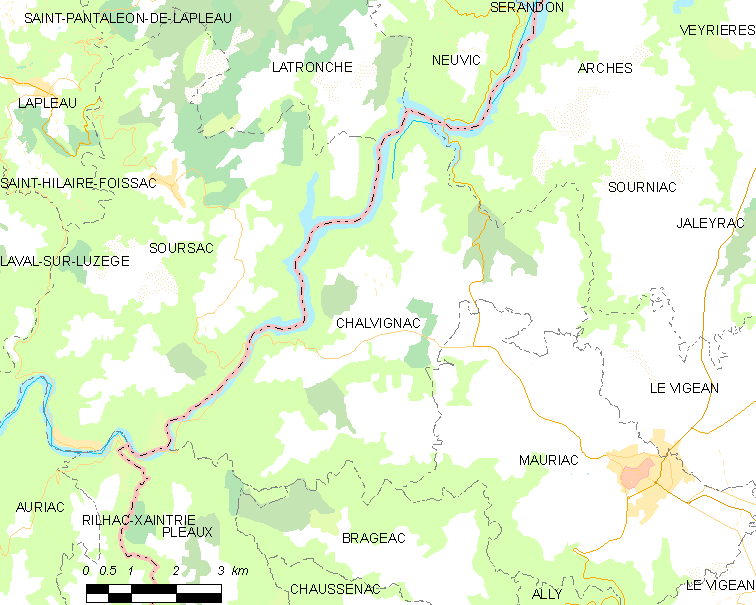
Карта коммуны